# Spintires
Spintires – komputerowa gra symulacyjna stworzona przez firmę Oovee Games Studio. Jej wydawcą, jak i dystrybutorem jest firma IMGN.PRO. Premiera gry odbyła się 13 czerwca 2014 roku. Gra została nagrodzona w dwóch kategoriach w prestiżowym konkursie „Intel Level Up” w 2017 roku.

## Rozgrywka
Akcja gry rozpoczyna się pod koniec lat 80. XX wieku w byłym Związku Radzieckim. Gracz otrzymuje do dyspozycji starą ciężarówkę oraz zestaw prostych narzędzi do nawigacji. Poprzez dostarczanie ładunków do celu w nienagannym stanie, odblokowywane są kolejne części mapy (oraz ukryte na niej różne obiekty, jak na przykład stacje benzynowe, tartaki, czy garaże), po których można podróżować. Po dowiezieniu ładunków gracz otrzymuje także dostęp do coraz to nowszych modeli ciężarówek, które może swobodnie modyfikować – dzięki temu może np. oświetlić sobie drogę w nocy, czy naprawić swój pojazd na miejscu.

### Tryb wieloosobowy
Prócz trybu jednoosobowego, ładunek można dostarczać uczestnicząc w rozgrywce wieloosobowej, poprzez sieciową kooperację maksymalnie czterech graczy.

## Odbiór gry
Spintires zostało pozytywnie przyjęte przez krytyków. Recenzenci chwalili wysoką jakość grafiki i silnika fizyki oraz mechaniki gry. Doceniony został także tryb wieloosobowy, który według nich spełnia swoją rolę oraz pozwala na podzielenie zadań pomiędzy wszystkich graczy. Gra uzyskała wysoki wynik punktowy między innymi w polskich serwisach takich jak: gram.pl (8,2/10), Gry-Online (8,7/10), CD-Action (8,0/10), a także w zagranicznych portalach z branży gier – Eurogamer przyznał 8/10 punktów.